# PlayOnLinux
PlayOnLinux is een grafische interface voor Wine waarmee Windows-programma's en games op Linux en BSD kunnen worden uitgevoerd. PlayOnLinux vereenvoudigt de installatie van bepaalde software door de juiste versie van Wine met een bepaald programma te combineren en hierbij een grafische installatiewizard te voorzien.
Voor OS X bestaat er PlayOnMac.

## Werking
PlayOnLinux kan verschillende versies van Wine naast elkaar installeren. Elk installatiescript beschrijft de Wine-versie die een programma nodig heeft. Elk programma wordt in een aparte Wine-prefix geïnstalleerd om andere Wine-programma's niet te beïnvloeden. Installatiescripts zijn geschreven in Bash.
PlayOnLinux installeert volgende extra software:
- De Microsoft-lettertypen, voor een verbeterde weergave van bepaalde lettertypes in programma's

## Beschikbare software
In theorie kan elk programma dat Wine kan draaien ook via PlayOnLinux geïnstalleerd worden. De softwarecataloog bevat echter niet alle Windows-programma's die op Wine werken, maar in plaats hiervan een deel dat een speciale installatiewizard voorziet:
- Microsoft Office 2010, 2013 en 2016
- Spellen als Age of Empires, Call of Duty en Civilization IV[4]
- Gereedschappen zoals 7-Zip en Google SketchUp
- Microsoft Paint